# Calocheiridius libanoticus
Calocheiridius libanoticus (Beier, 1955), es una especie de arácnido del orden Pseudoscorpionida de la familia Olpiidae. Se han encontrado especies debajo de piedras y corteza de árboles.

## Distribución geográfica
Se encuentra en  Albania, Grecia, Israel y Rusia.